# Escenas de fábulas (Biombo)
Escenas de fábulas, o Biombo de las fábulas como también se le conoce, es un biombo de cuatro hojas realizado a finales del siglo XIX posiblemente en Francia. Los lienzos correspondientes a las hojas de los biombos están decorados con algunas fábulas, de ahí el nombre por el que se le conoce. Forma parte de la colección del Museo Soumaya en la Ciudad de México.

## Estilo del biombo
Durante la segunda mitad del siglo XIX, los movimientos historicistas, en los cuales se buscaba recuperar épocas pasadas así como sus expresiones, tuvieron un gran auge y muchos puntos de contacto con el movimiento romántico al considerarse que fueron una reacción a los cánones de las Academias de arte del siglo XVIII, donde principalmente predominaba el neoclásico. Entre estos movimientos se encontraban el neobarroco y la recuperación de su última etapa, el revival del rococó, el cual había producido a su vez el retorno a las formas de la arquitectura clásica.
En Francia, este tuvo su mayor auge durante el Segundo Imperio encabezado por Napoleón III, de ahí que el resurgimiento de este estilo también adopte ese nombre, debido a la búsqueda de exaltar y revivir algunos elementos de los imperios modernos y del llamado ancien régime. Los principios y características del barroco fueron enseñadas en la Ecole des Beaux Arts de París, de ahí que fueran ampliamente adoptadas en la arquitectura de la época, sin embargo, por impronta de Eugenia de Montijo, esposa de Napoleón III, este comenzó a ser aplicado en el diseño de interiores y artes aplicadas, resultando en muebles de diversos tipos con elementos de este estilo; estos principios estéticos pervivieron a la caída del Segundo Imperio Francés.

## Descripción de la obra
Este biombo se encuentra compuesto por cuatro hojas. Este se encuentra ricamente decorado con algunas esculturas que son una reinterpretación de las rocallas, motivos florales y vegetales, así como ornatos propios del rococó, en un tono azul y dorado. Como un elemento que ayuda a distinguirlo de una obra propia de la última etapa del barroco, es la presencia de dos efigies griegas en dorado que flanquean ambos lados del mueble, las cuales muestran la pervivencia de algunos elementos neoclásicos.

### Pinturas del biombo
Al interior de cada una de las hojas, se encuentran lienzos en óleo sobre madera, en los cuales se encuentran representados algunas fábulas, es decir lecciones morales, los cuales eran temas recurrentes para su uso en espacios privados, incluyendo los salones para las damas, aunado al hecho de que el biombo es un mueble que separaba los espacios públicos y privados.
Las fábulas que se encuentran representadas han sido atribuidas a Esopo, las cuales fueron recuperadas y transcritas en el siglo XVII por Jean de La Fontaine. Solamente dos, las de las hojas laterales, han sido identificadas con exactitud, sin embargo se pueden relacionar los contenidos de las pinturas con los de otras de las fábulas que pasaron por el mismo proceso anteriormente descrito.
La descripción e identificación de las pinturas, de izquierda a derecha, es la siguiente:
| Hoja 1 | Hoja 2 | Hoja 3 | Hoja 4 |
| --- | --- | --- | --- |
| Fábula de la zorra y la cigüeña | Fábula de el lobo disfrazado de pastor | Fábula de el labrador y sus hijos (atribuido) | Fábula de el cuervo y la zorra |
| En la escena se representa a una cigüeña metiendo su pico en un largo jarrón mientras que la zorra la observa. Detrás se observa una fuente. | En la escena se ve a un lobo disfrazado con sombrero y ropajes mientras que las ovejas lo rodean; al fondo se puede ver a un hombre y a un perro dormidos. | En un primer plano se observa a un hombre mayor, esto por el cabello cano, sosteniendo un árbol y pareciera a punto de sembrarlo debido a una pala que se encuentra al costado. Presenciando la escena hay tres hombres jóvenes. Al fondo se encuentra una choza. | Se vislumbra que en un bosque se encuentra posado en la rama de un árbol un cuervo, y observándolo una zorra. Entre estos dos personajes se puede ver que hay un objeto que cae. |
| Existen distintas versiones de la fábula, pero en todas se cuenta la historia de que la zorra invitó a comer a su amiga cigüeña a comer, pero esta pone un caldo en una fuente por lo que el ave por su pico es incapaz de comer mientras que la zorra devora todo; al siguiente día la cigüeña invita a la zorra pero pone toda la comida en un jarrón de tal forma que solamente ella con su pico pueda alcanzar los trozos de carne. | En algunas versiones de la fábula se cuenta que el lobo aprovechó que el pastor tomó una siesta para robar una piel de oveja y su sombrero para hacerse pasar por el pastor y poderse comer a las ovejas, sin embargo por el ruido que hacía despertó al perro y al pastor por lo que lo acorralaron y castigaron | La fábula refiere a que un rico labrador, ya cerca de morir, les dijo a sus hijos que enterró un tesoro en las tierras que había labrado. Al fallecer el padre, los hijos cavaron y removieron la tierra sin encontrar ningún tesoro, por lo que volvieron a su casa. Meses después uno de los hermanos se dio cuenta de que habían trabajado la tierra que esta había comenzado a dar frutos y ese era el tesoro de su padre. | Según algunas versiones de la fábula, el cuervo robó un pedazo de queso y se alejó a un árbol para poderlo comer. En ese momento una zorra que transitaba por ahí se dio cuenta de que el cuervo tenía comida en su pico, por lo que comenzó a adularlo. El cuervo queriendo hacer ostentación de su voz abrió el pico y soltó el queso, atrapándolo así la zorra. |
| La moraleja que deja esta historia es que no hay que engañar a los demás con sus debilidades porque pueden engañarte de la misma manera. | La moraleja es que no hay que confiar en todas las personas, pero también advierte de los peligros en que uno se puede poner al buscar obtener algo que se desea. | La moraleja que se intenta mostrar es que el trabajo y sus frutos son el mejor tesoro | La moraleja es que más vale el ingenio que la fuerza. También se ha referido a que la moraleja es que hay que estar atento a las palabras engañosas y mejor cuidar los bienes. |